# Domkyrkoorganisternas förening
Domkyrkoorganisternas förening är en sammanslutning av de 13 aktiva organister som har tjänst som domkyrkoorganist inom Svenska kyrkan. Föreningen har som sin huvudsakliga uppgift att vara remissinstans för övergripande kyrkomusikaliska frågor inom Svenska kyrkan. Ordförande är domkyrkoorganist Lars Åberg.